# 纳瓦尔帕图
纳瓦尔帕图（Navalpattu），是印度泰米尔纳德邦Tiruchirappalli县的一个城镇。总人口16020（2001年）。

## 人口
该地2001年总人口16020人，其中男性7907人，女性8113人；0—6岁人口1451人，其中男758人，女693人；识字率76.60%，其中男性为82.37%，女性为70.97%。